# باسكال مشعلاني
باسكال مشعلاني (27 مارس 1969 -)، مغنية لبنانية.

## حياتها
شكلت باسكال مشعلاني حالة فنية فريدة في تسعنيات القرن الماضي، حيث جمعت بين جمال الفن والصورة، وأصبحت وجهاً إعلامياً لعدة حملات استخدمت أغانيها. اكتشفها الملحن احسان المنذر، وانطلقت عام 1989 حيث كانت في العشرينات من عمرها تلقت الدعم من شقيقها وأمها بسبب وفاة والدها مبكراً، أول ألبوماتها كان ألبوم «سهر سهر» مع الملحن جمال سلامة والشاعر عبد الرحمن الأبنودي الذي صدر عام 1991 وحقق نجاحاً كبيراً في المغرب العربي.
أصدرت بعدها العديد من الألبومات مثل «نظرة عيونك»، «بنادي»، «قلبك قاسي»، «لما بشوفك»، «خيالة» الذي حقق هو وألبوم «نور الشمس» الذي صدر عام 2000 نجاحاً كبيراً.
لقبت بالعديد من الألقاب حيث لقبها رئيس تحرير مجلة «الشبكة» جورج إبراهيم الخوري بملكة جمال الطرب.
وفي فيلم Spy Game اختيرت أغنية «نور الشمس» للظهور بالفيلم وهو من بطولة براد بيت وروبرت ريدفورد، وفي سنة 1998 كان لباسكال تجربة مع الإعلانات في إعلان Head & Shoulders حيث بثت على جميع المحطات العربية والأوروبية لمدة ستة أشهر.
كما قامت بإحياء العديد من الحفلات والمهرجانات في العديد من الدول العربية والعالم أهمها قرطاج، تطوان وأغادير في تونس وحفلات ليالي التلفزيون في مصرومهرجان المحبة في سوريا.

## أعمالها

### الألبومات
- 1991: سهر سهر
- 1993: نظرة عيونك
- 1994: بنادي
- 1996: قلبك قاسي
- 1998 لما بشوفك
- 1999: خيالة
- 2000: نور الشمس
- 2001: قلبي
- 2003: شو عملتلك أنا
- 2004: صعبة عيش من دونك
- 2005: أكبر كذبة بحياتي
- 2007: آخذ عقلي
- 2009: بحبك أنا بحبك[5]
- 2015: باسكال 2015
- 2017: حبي مش حكي[6]
- 2018: بخاف أعشقك [7]

### فيديو كليبات
| الأغنية                          | المخرج                     |
| -------------------------------- | -------------------------- |
| راحت عليك                        | _                          |
| وصفة للنسيان                     | _                          |
| أجمل من كده                      | هادي نجيب                  |
| بنادي                            | _                          |
| سماح                             | _                          |
| ولا ده ولا ده                    | _                          |
| الواد المعجباني                  | ميرنا خياط                 |
| قلبك قاسي                        | تامر زيادة، مارسيل كونجيان |
| مش وقت البدك                     | ميرنا خياط                 |
| بلدينا                           | ميرنا خياط                 |
| طلب ايدي                         | وليد السيد                 |
| لما بشوفك                        | باسم كريستو                |
| نشفتلي دمي                       | ميرنا خياط                 |
| أنت بتروح                        | سليم الترك                 |
| خيالة                            | ميرنا خياط                 |
| دق دق                            | ميرنا خياط                 |
| حبيب قلبي                        | طوني أبو الياس             |
| تكذب علي                         | ميرنا خياط                 |
| نور الشمس                        | دوري عون                   |
| كلو منك ديو بمشاركة إحسان المنذر | طوني قهوجي                 |
| يا طير الغرام                    | نادين لبكي                 |
| قلبي                             | نبيل عيسى                  |
| دندني                            | مارك سلوبر                 |
| ولا ساب خبر                      | رندلى قديح                 |
| شو عملتلك أنا                    | ميرنا خياط                 |
| ليلة بعد ليلة                    | ميرنا خياط                 |
| صعبة عيش من دونك                 | أحمد المهدي                |
| روحي أنت                         | أحمد المهدي                |
| أكبر كذبة بحياتي                 | ميرنا خياط                 |
| قربني منك                        | وليد ناصيف                 |
| تغيرت كتير علي                   | ميرنا خياط                 |
| شو بحبك، لو لسه فاكر             | ميرنا خياط                 |
| وينك يا إنسان                    | ميرنا خياط                 |
| أخد عقلي                         | ميرنا خياط                 |
| انا لما شفتك                     | باسم مغنية                 |
| عم يمضى الوقت                    | باسم مغنية                 |
| بحبك أنا بحبك                    | ليال راجحة                 |
| سلملك قلبي                       | ليال راجحة                 |
| حبيبي غير                        | ليال راجحة                 |
| عم بيهددني                       | فادي حداد                  |
| أحلام البنات                     | جو بو عيد                  |
| نبغيك                            | فادي حداد                  |
| بعشق مصر                         | يسري قابيل                 |
| يا مدقدق                         | حسن غدار                   |
| راجعة                            | حسن غدار                   |
| حبي مش حكي                       | نهات أوداباشي              |
| ما بتفرق معي                     | نهات أوداباشي              |
| بخاف اعشقك                       | فادي حداد                  |
| اتعذبت كفايا                     | زياد خوري                  |
| فرصة ثانية بمشاركة ايساف         | هنا حافظ                   |
| جنان بجنان                       | أنتونيا سيحون              |
| استنى                            | وليد فايد                  |
| احبك مئذي                        | زياد خوري                  |
| أدمنتك                           | زياد خوري                  |
| ما حبيتش                         | بول عقيقي                  |
| اتهارينا                         | بول عقيقي                  |

### أغاني مسلسلات
- 2024: القدر

## الجوائز والتكريمات
- من أبرز الجوائز التي حصلت عليها باسكال خلال مسيرتها الفنية كانت «الأسطوانة الذهبية» بسبب المبيعات القياسية لألبومها «بنادي» وهو من إنتاج شركة ميوزك ماستر سنة 1994 - وعن ألبوم «خيالة» أيضا اخذت جائزة عن أفضل المبيعات في الوطن العربي.[3]
- ضمن استفتاء قامت به إذاعة الشرق الوسط مع شركة fame award 2000 وهي شركة أسترالية أجرت إحصاءات لمدة ستة أشهر مع عدد يشمل الفنانيين العرب أحرزت باسكال جائزة ال fame award 2000 عن سنة 2000.[3]
- نالت باسكال أكبر عدد من اصوات الجمهور العربي في أستراليا واختيرت نجمة 2000 عن البوميي «نور الشمس» و«خيالة».[3]
- أهم جائزة حصلت عليها باسكال عن البوم «نور الشمس» من شركة Warner العالمية في ماليزيا ال golden cd ثم platinum ثم double platinum على كثرة المبيعات التي وصلت إلى ربع مليون CD في ماليزيا، وباسكال هي أول فنانة عربية دخلت ماليزيا وغنت هناك وأحبها الجمهور الماليزي، ومن بعدها فتحت أبواب للأغنية العربية في ماليزيا. أحبها الشعب الماليزي ونالت كل النجاح ودعيت إلى promo tour في ماليزيا دام اسبوعين غنت في ماليزيا كان الشعب يردد مع باسكال الأغاني مع انهم لا يتكلموا العربية.[3]
- نالت باسكال عن الأغنية الوطنية «زلغط يا لبنان» بمناسبة عيد الاستقلال نالت جائزة درع تكريم من الجيش اللبناني.
- نالت باسكال جائز تكريم من وزارة الثقافة والأعلام في الجزائر بمناسبة نجاحاتها وإطلاق إلبومها آخذ عقلي بصيف 2007.
- كرمت باسكال من قبل نادي Lions بمناسبة عيد الجيش اللبناني لتقديمها أغنيات وطنية للشعب اللبناني مثل «وينك يا إنسان»، و«حبيبي تطوع بالجيش» وغيرها.
- نالت جائزة أفضل مطربة للعام 2008 بمهرجان الإسكندرية الدولي للموسيقى والأغنية «الدورة السادسة» بأشراف منظمة (FIDOF)

## حياتها الشخصية

### عائلتها
اسمها عند الولادة هو باسكال بشارة البشعلاني من مواليد جديدة - الزلقا ترعرعت في منطقة جونيه. تتألف عائلتها من أخ وأخت إسمها داليدا وهي البكر متزوجة ولديها ولدان تعيش في أستراليا، وأما عن أخيها فاسمه إيلي وهو دائما معها منذ بداية مسيرتها الفنية.
توفي والدها وهي لم تبلغ السنة الأولى من عمرها، والدتها هي الأقرب إليها كانت وما تزال الرفيقة الدائمة لها.

### زواج باسكال
بعد أن ظلّ موضوع زواجهما غامضاً خلال الفترة الماضية لعدم تأكيدهما أو نفيهما له، قرّرت النجمة اللبنانية ومواطنها الموزع الموسيقي ملحم أبو شديد قطع الشك باليقين، وخرجا ليؤكدا الخبر من خلال بيان صحفي صادر عن المكتب الإعلامي لباسكال. وذكر البيان الصحفي أن باسكال تزوجت مدنيًا من مواطنها ملحم أبو شديد الذي يرافقها فنياً لأكثر من 13 عاماً في حفل أُقيم أمس الإثنين بجزيرة قبرص، في حضور بسيط اقتصر على الأهل وعدد صغير من الأصدقاء المقربين.
وأضاف البيان أن التحضيرات الخاصة للزواج بدأت منذ حوالي شهرين، وأقاما العروسين عشها الزوجي في منطقة «أدما» بلبنان.
يُذكر أنه في السنوات الماضية قد تردّدت شائعات عن زواج باسكال وملحم أبو شديد، لكنهما كانا ينفيان طوال الوقت وجود أي مشاعر خاصة تربط بينهما، وذلك قبل أن يدخلا القفص الذهبي مؤخراً.

### الحمل والأمومة
قررت باسكال وقف جميع اعمالها الفنية وذلك لأنها كانت حاملا في شهرها الأول، وذلك بعد أشهر قليلة من زواجها. رزقت باسكال بابنها الأول إيلي في سبتمبر 2011 حيث غابت بعدها لسنتين لتعتني بإبنها ولتعود بعدها إلى العمل الفني.

### قصة مهووس باسكال
كشفت باسكال بأنها تعاني من مهووسٍ ظل يطاردها لمدة 8 سنوات، ويلاحقها أينما ذهبت، مشيرةً إلى أنه طلب منها الزواج، وعندما رفضت طلبه هددها بالانتحار أمام عينيها.وقالت باسكال: التقيت هذا الشخص قبل 8 سنوات، وطلب أن يلتقط لنفسه صورة معي، ولم يكتف بواحدة، وأصرّ على محادثتي على انفراد، وعندما تدخل أصدقائي لإبعاده وقعت حقيبته على الأرض، وفوجئت أنها كانت مليئة بصوري وقصاصات من الصحف تتضمن أخباري وغيرها وأضافت أنه منذ ذلك الوقت وهو يلاحقها برسائل إلكترونية، إلى أن وصل فجأة إلى مكتبها في لبنان قادمًا من مصر وطلب مقابلة أهلها بهدف الزواج، موضحةً أن طلبه قوبل بالرفض بشكل مهذب، لكنه استمر بمحاولاته وراح يرسل إليَّ الهدايا، ومنها عصافير الحب.
وأشارت إلى أن المهووس أخذ يطاردها من بيروت إلى تونس، وفي كافة المدن التي تسافر إليها بغرض إقامة الحفلات، ما جعلها تشعر بالقلق منه، لافتةً إلى أنه بعث لها برسالة تقول «إذا لم تتزوجيني سأهدر دمي بين يديك»، وغيرها من العبارات المخيفة التي دفعتها إلى استشارة المحامي. وأكدت أنها شرعت في إقامة دعوى قضائية ضده في المحاكم المصرية بعد أن فشلت كافة الجهود لإقناعه بالتراجع عن تصرفاته الغريبة، مضيفة أنه أخذ في ترويج بعض الشائعات المتعلقة بحياتها الشخصية مثل أنها متزوجة سرًّا من الملحن ملحم أبو شديد. ونفت المطربة اللبنانية بشدة أن تكون قد افتعلت القصة أو بالغت في روايتها بهدف الترويج لنفسها، وقالت: لم تصادفني مثل هذه الأمور خلال مسيرتي الفنية أي منذ 18 عامًا، ولا أردّ على من يهاجمني على صفحات المجلات، إلا في حال كان هناك مسّ بكرامتي، ثم إنني لست ممّن يطلقون الشائعات للترويج لأعمالهم.

## وصلات خارجية
- الموقع الرسمي